# Oostelijk zwemmertje
Het oostelijk zwemmertje (Cymatia rogenhoferi) is een wants uit de familie van de duikerwantsen (Corixidae). De soort werd het eerst wetenschappelijk beschreven door Franz Xaver Fieber in 1864.

## Uiterlijk
De tamelijk langwerpig gevormde duikerwants heeft volledige vleugels (macropteer) en kan 7 tot 8 mm lang worden. Het halsschild is net als de voorvleugels donkerbruin en is even lang als breed. Het halsschild heeft geen dwarslijnen maar een patroon van lichte vlekjes. De kop en de pootjes zijn net als de onderkant geheel geel.

## Leefwijze
De soort overleeft de winter als imago en er is vermoedelijk een enkele generatie per jaar. Het zijn goede zwemmers,  ze jagen op diverse kleine waterdiertjes, en kunnen ook goed vliegen. Ze leven in grote en kleinere plassen en zijn voor reproductie mogelijk afhankelijk van een hogere watertemperatuur.

## Leefgebied
In Nederland is de soort zeer zeldzaam. Het leefgebied loopt van Centraal-, Zuid- en Zuidoost-Europa tot in West-Siberië, China, India en Noord-Afrika.